# Tromatobia zonata
Tromatobia zonata là một loài tò vò trong họ Ichneumonidae.